# Chery Tiggo 5
| Sterne im C-NCAP-Crashtest (2015) |

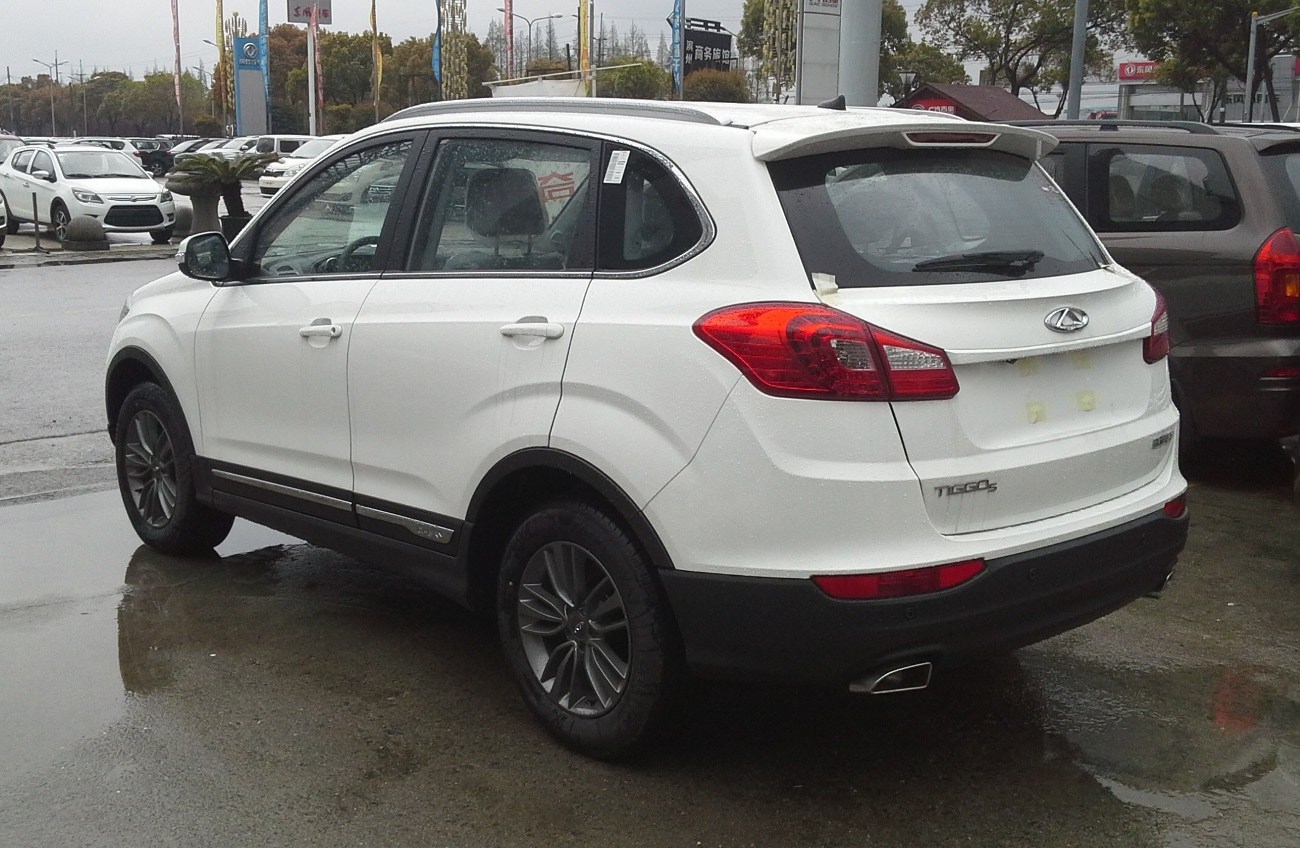
Heckansicht

Der Chery Tiggo 5 ist ein SUV des chinesischen Automobilherstellers Chery Automobile, das über dem Tiggo 3 bzw. dem Tiggo 5X und unter dem Tiggo 7 platziert war.

## Geschichte
Das Fahrzeug debütierte auf der Guangzhou Auto Show 2013 und kam am 28. November 2013 auf den chinesischen Markt. Auf einigen südamerikanischen Märkten wurde das Modell im Jahr 2014 als Chery Grand Tiggo eingeführt. Im Oktober 2015 wurde der Tiggo 5 überarbeitet.
Auf der Bologna Motor Show im Dezember 2016 präsentierte der italienische Automobilhersteller DR Automobiles mit dem DR 6 eine nahezu baugleiche Variante des Tiggo 5. Diese wurde zwischen 2017 und 2021 in Italien verkauft.
In China wurde zudem zwischen 2017 und 2020 der auf dem Tiggo 5 basierende Chery Cowin X5 angeboten.

## Technische Daten
Zum Marktstart war nur ein Zweiliter-Ottomotor mit 105 kW (143 PS) verfügbar, 2015 folgte ein aufgeladener 1,5-Liter-Ottomotor.

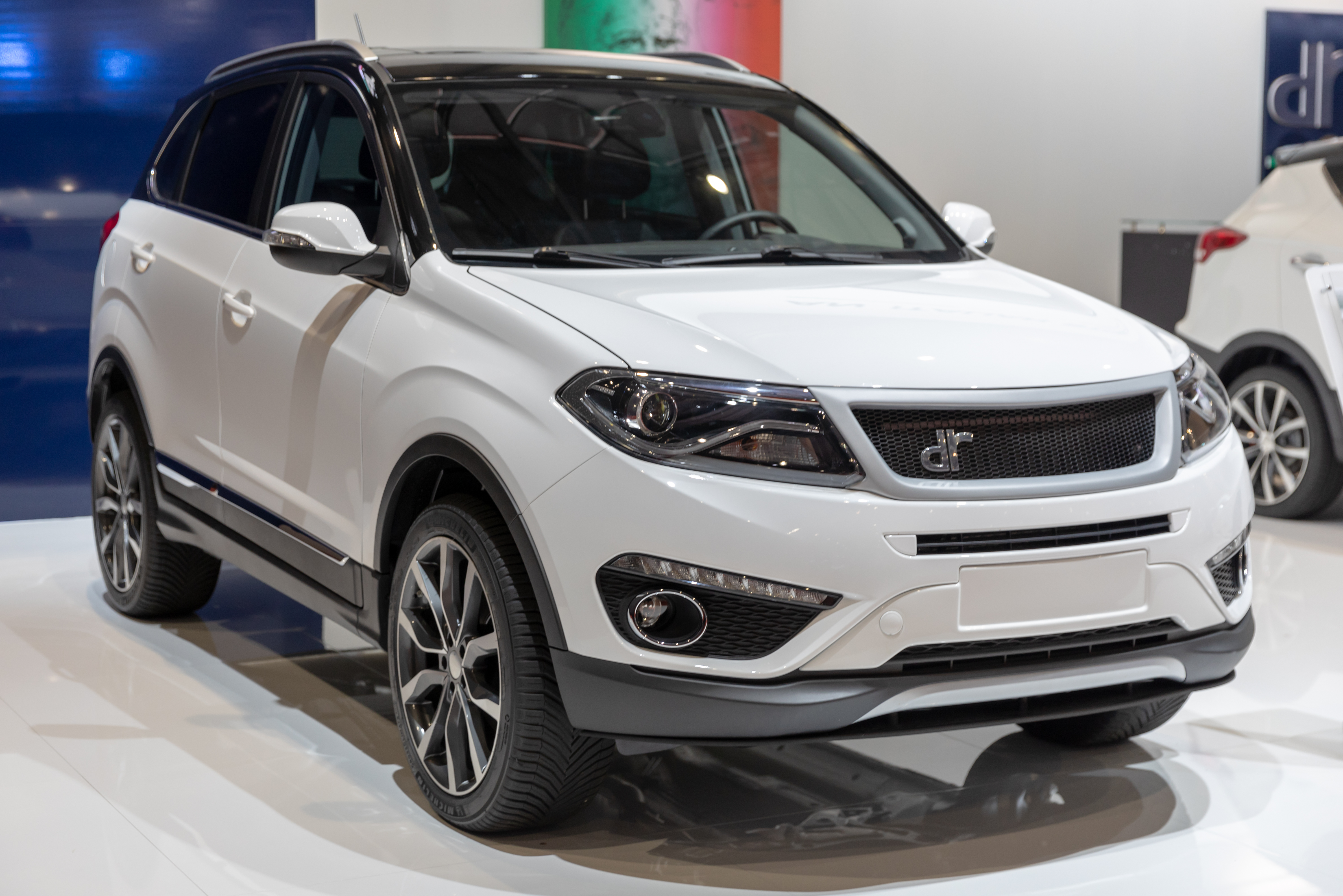
DR 6

|                                            | 1.5T                             | 1.5T                       | 2.0 DVVT                   |
| ------------------------------------------ | -------------------------------- | -------------------------- | -------------------------- |
| Bauzeitraum                                | 04/2015–12/2020                  | 04/2015–07/2021            | 11/2013–07/2021            |
| Motorkenndaten                             |                                  |                            |                            |
| Motorart                                   | Ottomotor                        | Ottomotor                  | Ottomotor                  |
| Motorbauart                                | R4                               | R4                         | R4                         |
| Hubraum                                    | 1498 cm³                         | 1498 cm³                   | 1971 cm³                   |
| max. Leistung bei min−1                    | 108 kW (147 PS) / 5500           | 112 kW (152 PS) / 5500     | 105 kW (143 PS) / 5750     |
| max. Drehmoment bei min−1                  | 210 Nm / 1750–4000               | 205 Nm / 2000–4000         | 182 Nm / 4500              |
| Kraftübertragung                           |                                  |                            |                            |
| Antrieb                                    | Vorderradantrieb                 | Vorderradantrieb           | Vorderradantrieb           |
| Getriebe, serienmäßig                      | 6-Stufen-Doppelkupplungsgetriebe | 5-Gang-Schaltgetriebe      | 5-Gang-Schaltgetriebe      |
| Getriebe, optional                         | —                                | (7-Gang-Automatikgetriebe) | (7-Gang-Automatikgetriebe) |
| Messwerte                                  |                                  |                            |                            |
| Höchstgeschwindigkeit                      | 190 km/h                         | 187 km/h (171 km/h)        | 175 km/h (165 km/h)        |
| Beschleunigung, 0–100 km/h                 | 9,7 s                            | 11,2 s (13,3 s)            | 12,8 s (13,4 s)            |
| Kraftstoffverbrauch auf 100 km, kombiniert | 6,2 l Super                      | 7,2 l Super (7,7 l Super)  | 8,2 l Super (9,8 l Super)  |
| Tankinhalt                                 | 55 l                             | 55 l                       | 55 l                       |